# Gereszk
Gereszk – miasto w Afganistanie, w prowincji Helmand. W 2017 roku liczyło 11 000 mieszkańców.